# Corbeil-Essonnes
Corbeil-Essonnes és una ciutat de la regió de l'Illa de França, al departament de l'Essonne a vint-i-vuit quilòmetres al sud-oest de París, de 39.951 habitants (1999), situada al punt on es troben el riu Sena i l'Essonne. És seu d'un bisbat.
Forma part del cantó de Corbeil-Essonnes i del districte d'Évry. I des del 2016 de la Comunitat d'aglomeració Grand Paris Sud Seine-Essonne-Sénart.
Allí es va signar el tractat de Corbeil (1258). És la segona ciutat del departament de l'Essonne. Corbeil-Essonnes està agermanada amb la ciutat valenciana d'Alzira, amb la que compatix similituds demogràfiques i econòmiques.

## Geografia

### Situació
| Tipus d'ocupació                                                          | Percentatge | Superfície (en hectàrees) |
| ------------------------------------------------------------------------- | ----------- | ------------------------- |
| Espai urbà construït                                                      | 67,7%       | 749,34                    |
| Espai urbà no construït                                                   | 16,6%       | 184,07                    |
| Espai rural                                                               | 15,6%       | 172,75                    |
| Font : Institut d'aménagement et d'urbanisme de la région d'Île-de-France |             |                           |

Corbeil-Essonnes se situa a la regió de l'Illa de França, al sud de l'aglomeració de París i al nord-est del departament francés de l'Essonne, a la frontera de la regió natural de Hurepoix a l'oest, de Gâtinais al sud i de Brie al nord-est. La ciutat ocupa un territori semblant a un triangle isòsceles, amb la punta orientada cap al sud, una base de tres quilòmetres de llarg i costats de sis quilòmetres, amb una superfície total de 1101 hectàrees. L'Institut géographique national francès dona les seues coordenades geogràfiques 48º36’38” N et 02º28’38” E al punt central d'aquest territori.

## Fets històrics
Aquí e va signar el tractat de Corbeil entre Lluís IX de França i el Rei d'Aragó Jaume I, el Conqueridor, l'11 de maig de 1258.